# Bring Me the Head of Mavis Davis
Bring me the head of Mavis Davis (Traedme la cabeza de Mavis Davis, en España) es una película de comedia británica dirigida por John Henderson, originalmente lanzada en 1997.
La estrella de la película Rik Mayall como un rock manager que recluta a Jane Horrocks (interpretando el personaje del título). La película también destaca a Danny Aiello y Ross Boatman.
Durante su visita a la película, Mavis Davis (Horrocks) canta "I'm Alright" anteriormente cantada por Kenny Loggins.
La película es una obvia referencia a Bring Me the Head of Alfredo Garcia de Sam Peckinpah.